# Chrüzlistock
Der Chrüzlistock ⓘ ist ein Berg nördlich von Rueras auf der Grenze zwischen den Kantonen Graubünden und Uri in der Schweiz mit einer Höhe von 2707,4 m ü. M. Der Berg besteht aus einem Doppelgipfel, wobei der Südgipfel mit 2717 m ü. M. höher ist als der Hauptgipfel. Genau unter dem Gipfel verläuft der Gotthard-Basistunnel der Gotthardachse der NEAT.

## Lage und Umgebung
Der Chrüzlistock gehört zur Piz Giuv-Kette, einer Untergruppe der Glarner Alpen. Er liegt nördlich der Surselva, östlich des Reusstals und südlich des Maderanertals. Über den Gipfel verläuft die Gemeindegrenze zwischen der Bündner Gemeinde Tujetsch und der Urner Gemeinde Silenen. Der Chrüzlistock wird vom Val Strem im Osten, vom Val Milà im Südwesten und vom Chrüzlital im Norden eingefasst.
Der Gipfel liegt in der Kette, die von den westlich liegenden Piz Giuv und Piz Nair nach Nordosten über den Chrüzlipass bis zum Oberalpstock führt. Richtung Süden zweigen drei kürzere Querkämme ab, welche vier Täler (Von Osten nach Westen: Val Strem, Val Milà, Val Giuv und Val Val) voneinander trennen.
Zu den Nachbargipfeln gehören der Witenalpstock (3015 m), der Oberalpstock (3328 m), der Piz Ault (3027 m), die Piz da Strem (2836 m), der Caschlè (2546 m), der Piz Nair (3058 m) und der Mutsch (2790 m).
Talort sind Rueras (1414 m) und Bristen. Häufiger Ausgangspunkt ist die auf 2052 m ü. M. liegende Etzlihütte SAC, im gleichnamigen Etzlital.

## Routen zum Gipfel

### Von Nordwesten
- Ausgangspunkt: Etzlihütte SAC (2052 m)
- Via: Chrüzlital, P.2280
- Schwierigkeit: WS
- Zeitaufwand: 2 bis 2½ Stunden

### Von Nordosten
- Ausgangspunkt: Etzlihütte SAC (2052 m) oder Camischolas bei Sedrun (1430 m)
- Via: Chrüzlipass, Nordostgrat
- Schwierigkeit: WS
- Zeitaufwand: 2½ Stunden von Etzlihüte SAC oder 4½ Stunden von Camischolas

### Von Südwesten
- Ausgangspunkt: Etzlihütte SAC (2052 m) oder Rueras (1405 m)
- Via: Mittelplatten, Lai Selvadi
- Schwierigkeit: WS
- Zeitaufwand: 3 Stunden von der Etzlihütte SAC oder 4½ Stunden von Rueras

### Von Süden
- Ausgangspunkt: Rueras (1405 m)
- Via: Alp Caschlè, Caschlè, Lai dalla Stria, Lai Selvadi
- Schwierigkeit: WS
- Zeitaufwand: 4½ Stunden

## Galerie

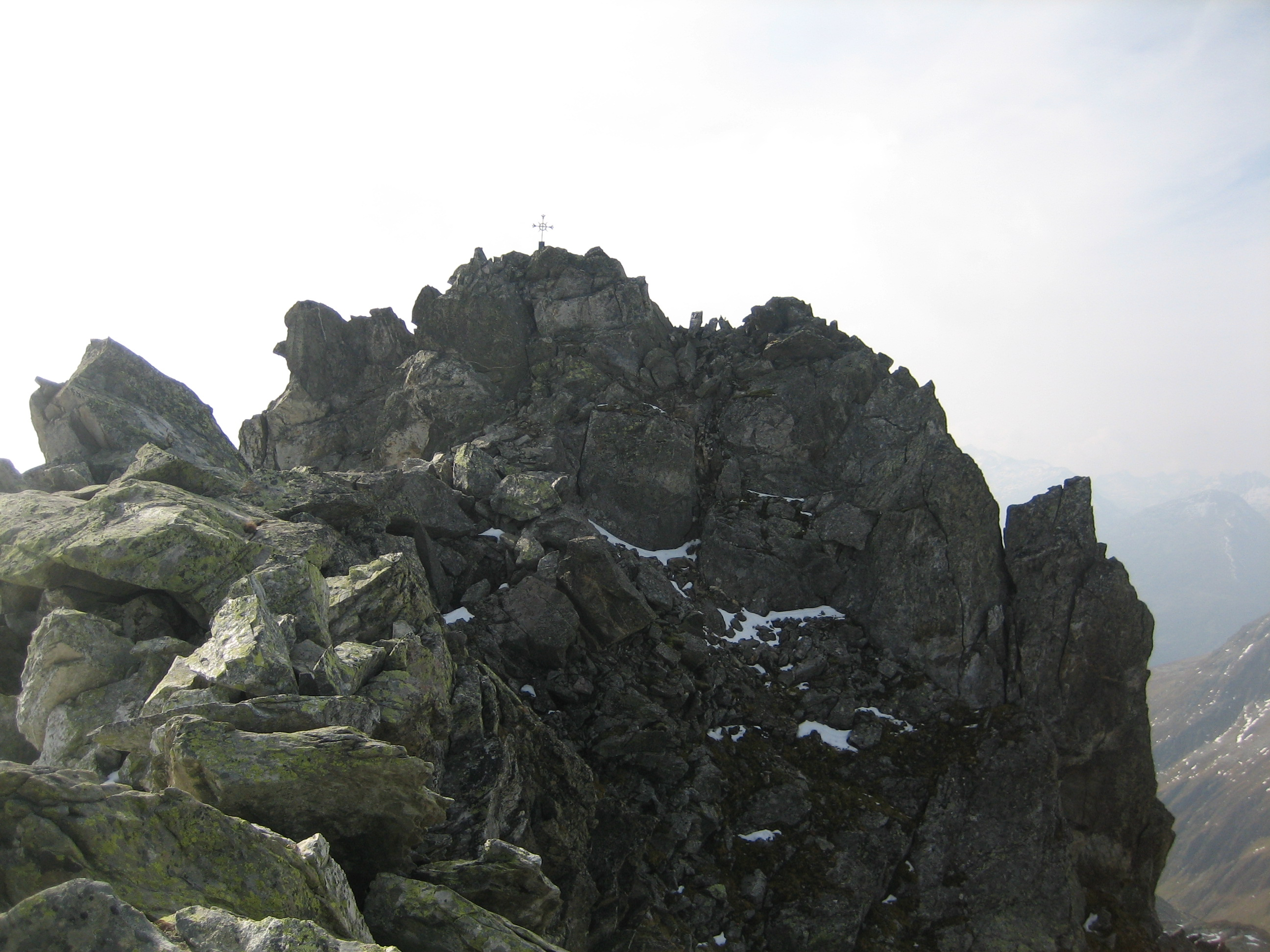
Südspitze des Chrüzlistocks.
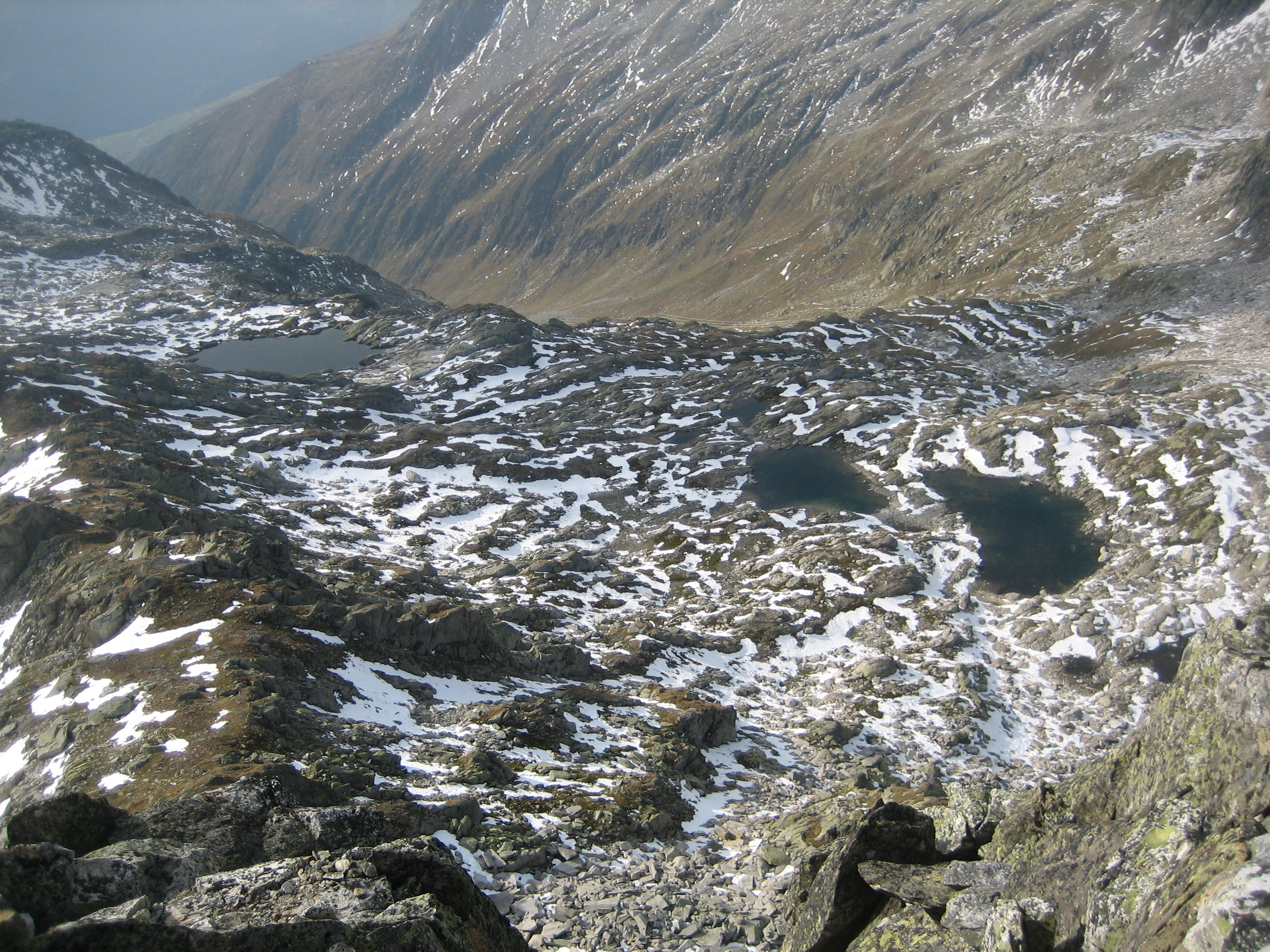
Die südwestlich des Gipfels befindlichen Seen Lai dalla Stria und Lai Selvadi, aufgenommen vom Südgipfel.